# Lentinus brumalis
A Lentinus brumalis é uma espécie de fungo não comestível da família Polyporaceae. O epíteto específico brumalis significa "ocorre no inverno", descrevendo como essa espécie tende a frutificar durante o inverno. Ela causa podridão branca em madeira de lei morta e é distribuída por todo o Hemisfério Norte em zonas temperadas e boreais.

## Taxonomia
A Lentinus brumalis foi descrita pela primeira vez como Boletus brumalis em 1794 por Christiaan Hendrik Persoon em seu trabalho Neuer Versuch einer systematischen Eintheilung der Schwämme (Nova tentativa de classificação sistemática de fungos). Foi transferida para o gênero atual, Lentinus, em 2010 por Ivan V. Zmitrovich.

## Descrição
O píleo é redondo, amplamente convexo, com um diâmetro de 1,5 a 10 cm e 0,5 cm de espessura; ele é deprimido no meio e um pouco zonado. A superfície do píleo é seca, embora raramente seja peluda. Sua cor varia de marrom-amarelado a marrom-escuro. A margem do píleo é frequentemente enrolada, especialmente em espécimes jovens.
Há poros de 3 mm de profundidade na parte inferior do píleo de cor branca a creme. Eles são espaçados de 2 a 4 poros por mm². Os poros são moderadamente largos, (0,5-)1-1,5 mm de largura e arredondados até quase em forma de diamante, que descem um pouco pelo estipe (decorrentes) e, portanto, são ligeiramente alongados. Eles mudam de aparência de opacos para lustrosos quando a orientação para a luz é alterada.
O estipe tem de 2,5 a 4 cm de comprimento e de 2 a 5 mm de espessura. É cinza a marrom, ocasionalmente com tons vermelhos e geralmente mais claro do que o píleo. Sua superfície seca é lisa ou finamente feltrada a levemente escamosa. A carne é branca e sua consistência é macia a elástica; ela não tem sabor ou odor específicos.

### Características microscópicas
A esporada é branca. Os esporos são elípticos a cilíndricos e medem de 5 a 7 por 1,5 a 2,5 μm. Eles são lisos e não amiloides, não mudando de cor quando montados com iodo. Os basídios, estruturas que carregam os esporos, possuem forma de taco, têm 4 esporos cada e medem 16-22 por 5-6,5 μm. Os cistídios estão ausentes.
As fíbulas são encontradas em todo o tecido. O sistema hifal é dimítico, composto por dois tipos de hifas. As hifas geradoras da carne têm de 4 a 10 μm de largura, são incolores, de paredes finas e, ocasionalmente, ramificadas. A hifa de ligação da carne tem cor e largura semelhantes, embora as vezes possa aumentar até 13 μm de largura. Ela tem paredes espessas e não é septada. É frequentemente ramificada e os ramos se estreitam até 1 a 2 μm de largura.
O hidróxido de potássio (KOH) não afeta a cor de nenhuma parte desse fungo (reação negativa).

### Microquímica
A L. brumalis produz o pigmento preto melanina, especialmente sob altos níveis de umidade (35%-55%) no substrato de madeira. A L. brumalis degrada a lignina na madeira produzindo enzimas, principalmente lignina peroxidase e lacase.

### Crescimento

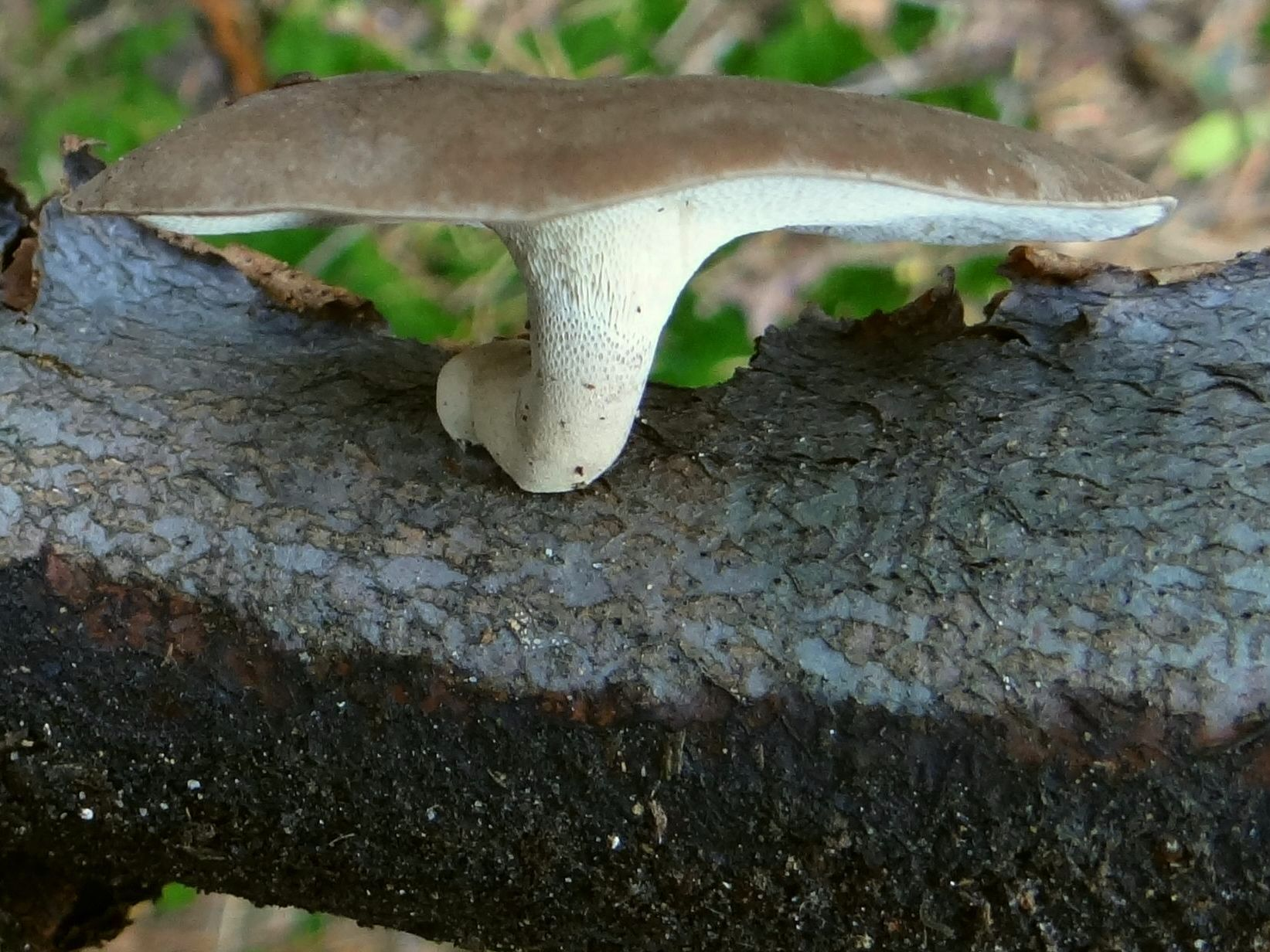
Lentinus brumalis

O estipe da Lentinus brumalis é fortemente fototrópico (cresce em direção à luz) antes da formação do píleo. Por exemplo, uma exposição de 12 a 300 segundos a 1.500 pés-velas de luz pode fazer com que o estipe se curve de 5 a 80° em 24 horas. Depois que o píleo se forma e atinge um diâmetro de 9 mm, o estipe para de crescer em direção à luz e, em vez disso, torna-se fortemente geotrópico (cresce para longe da atração gravitacional).

### Espécies semelhantes
Uma possível sósia, a Lentinus strictipes, pode ser diferenciada da L. brumalis, pois não frutifica até abril, além de possuir poros menores e mais finos, que raramente são maiores que 0,5 mm. Uma parente mais próxima, a L. arcularius, difere da L. brumalis por seus poros maiores, que têm até 2,5 mm de largura e são facilmente reconhecíveis mesmo em basidiomas jovens. A Neofavolus alveolaris tem um píleo mais pálido, poros e esporos maiores e um estipe mais lateral. A L. longiporus tem poros significativamente mais longos e cresce sob salgueiros e álamos em abril e maio. Cerioporus leptocephalus, Cerioporus varius e Picipes melanopus têm um estipe preto escuro que não é encontrado em L. brumalis.

## Ecologia e distribuição
A L. brumalis é saprófita em madeiras de lei mortas, em especial bétula, faia e freixo da montanha, embora em casos raros cresça em coníferas como tsuga e abeto. No Uzbequistão, também cresce em urtigas europeias, salgueiros e álamos. Cresce solitária ou em pequenos grupos. Na América do Norte, a L. brumalis é mais comum no leste, onde cresce de junho a outubro. No norte da Europa, no entanto, frutifica no final de outubro e em março.

## Pesquisa
Culturas de L. brumalis foram levadas a três satélites diferentes (a estação orbital Salyut 5, a estação orbital Salyut 6 e o Kosmos 690) para pesquisar os efeitos da ausência de gravidade, da orientação espacial e da luz sobre o geotropismo e a formação de seus basidiomas. Na ausência de gravidade e luz, o estipe cresceu fortemente torcido em uma espiral ou bola, e não se formaram píleos, embora, na presença de luz, houvesse pouca diferença anatômica em relação às amostras de controle. Entretanto, na Salyut 6, com as amostras no escuro, elas não formaram basidiomas.
A L. brumalis foi estudada por sua capacidade potencial de degradar o dibutilftalato. Um estudo realizado em 2007 relatou que o dibutilftalato foi praticamente eliminado de um meio de cultura de L. brumalis em 12 dias, potencialmente por meio de transesterificação e desesterificação.

## Usos
O cogumelo da L. brumalis não é comestível e não tem utilidade como corante, pois produz pouca ou nenhuma cor.

## Links externos
- Lentinus brumalis em Index Fungorum
- Imagens em Mushroom Observer